# Stockton Arena
Stockton Arena je víceúčelová aréna nacházející se v Stocktonu ve státě Kalifornie v USA. Otevření proběhlo v roce 2005. Aréna je domovským stadionem týmu AHL Stockton Heat, který je farmou týmu NHL Calgary Flames.
Stadion byl v roce 2008 dějištěm ECHL All Star Game.